# Un vagabundo de las islas
Un vagabundo de las islas (An Outcast of the Islands) es la segunda novela de Joseph Conrad , publicada en 1896 , inspirada en la experiencia de Conrad como oficial de un vapor, el Vidar.
La novela detalla la ruina de Peter Willems, un hombre inmoral y de mala reputación que, huyendo de un escándalo en Makassar, encuentra refugio en un pueblo nativo oculto, solo para traicionar a sus benefactores por la lujuria de la hija del jefe tribal. La historia presenta al personaje recurrente de Conrad, Tom Lingard, quien también aparece en La locura de Almayer (1895) y Salvamento (1920), además de compartir otros personajes con esas novelas. Conrad idealiza el ambiente de la jungla y sus habitantes en un estilo similar al de El corazón de las tinieblas.
Esta novela fue adaptada a la película Outcast of the Islands en 1951 por el director Carol Reed, con Trevor Howard como Willems, Ralph Richardson como Lingard, Robert Morley y Wendy Hiller .
El trabajo fue citado en The Hollow Men de TS Eliot ( " La vida es muy larga").